# Mrđanovci (Kupres, république serbe de Bosnie)
Pour les articles homonymes, voir Mrđanovci.
Mrđanovci (en serbe cyrillique : Mrđanovci) est un village de Bosnie-Herzégovine. Il est situé dans la municipalité de Kupres et dans la république serbe de Bosnie. Selon les premiers résultats du recensement bosnien de 2013, il compte 98 habitants.
Avant la guerre de Bosnie-Herzégovine, le village faisait entièrement partie de la municipalité de Kupres (aujourd'hui dans la fédération de Bosnie-et-Herzégovine) ; après la guerre et à la suite des accords de Dayton (1995), son territoire a été partiellement rattaché à une municipalité nouvellement créée, portant elle aussi le nom de Kupres, et intégrée à la république serbe de Bosnie.